# Azydek nitrozylu
Azydek nitrozylu, N
4O – bardzo nietrwały nieorganiczny związek chemiczny z grupy tlenków azotu, zbudowany z reszty azydkowej, N
3, i nitrozylowej, NO. Poniżej −50 °C występuje w postaci bladożółtego ciała stałego.

## Otrzymywanie
Po raz pierwszy syntezę nitrozyladyzu opisano w 1958 roku. Otrzymano go w reakcji azydku sodu z chlorkiem nitrozylu, w temperaturze poniżej −50 °C:
Produkt wyizolowano z mieszaniny reakcyjnej metodą destylacji próżniowej. Do reakcji można także użyć kwasu nitrozylosiarkowego, (NO)HSO
4, i kwasu azotowego.